# Globočicasee
Der Stausee beim Dorf Globočica (albanisch Glloboçica) liegt nördlich der Stadt Struga im südwestlichen Nordmazedonien. Er wurde 1965 erstellt und nimmt eine Fläche von 2,69 km² ein. Der Damm staut den Schwarzen Drin, der bei Struga aus dem Ohridsee entspringt. Das Wasserkraftwerk hat eine Gesamtleistung von 42 Megawatt.
Der Globočicasee ist einer von zwei Stauseen Nordmazedoniens, die am Drin liegen. Der Debarsee befindet sich einige Kilometer unterhalb bei der Stadt Debar.